# Angela Gerrits
Angela Gerrits (* in Bremen) ist eine deutsche Schriftstellerin und Hörspielautorin.

## Leben
Gerrits studierte in Hamburg Musikwissenschaft, Italienisch und Literatur. Während ihres Studiums verfasste sie erste Hörspiele und war für Hörspielbearbeitungen verantwortlich. Nach ihrem Examensabschluss arbeitete Gerrits vorübergehend in Passau und Berlin als Theaterdramaturgin, bis sie ihr Tätigkeitsfeld ausschließlich auf das Schreiben verlegte. Aus der Feder der ausgebildeten Sprecherin stammen zahlreiche Hörspiele sowie Romane und Kurzgeschichten für Kinder und Jugendliche. Sie bietet auch Schreibworkshops an. Ihr Kinderhörspiel Die Nanny-App (produziert von hr, BR) erhielt 2017 den Deutschen Kinderhörspielpreis; und dieselbe Auszeichnung wurde 2019 auch ihrem Hörspiel Eineinhalb Wunder und ein Spatz zuerkannt.
Angela Gerrits lebt in Hamburg.

## Hörspiele (Auswahl)

### Als Autorin und Regisseurin
- Mehr-Jähriges

### Als Regisseurin
- Der Betriebsdichter und Die blaue Stunde – Autor: Axel Marquardt
- Vom Bäcker und vom Meer – Autor: Ingo Schramm
- Pilgerfahrt zu Beethoven – Autor: Bernard da Costa

### Als Autorin
- Tintenfisch und Rolli
- Singapore Sling
- Bocks tönende Krimischau
- Die Strandpiraten
- Paula & Co
- Von der Prinzessin und vom Mond
- Erzähl’s noch einmal, Karl
- Großstadtindianer
- Anna und der Flaschengeist
- Leon hat drei Wünsche frei
- Florians Reise
- Die Nanny-App (Deutscher Kinderhörspielpreis 2017)
- Foulspiel
- Eineinhalb Wunder und ein Spatz (Deutscher Kinderhörspielpreis 2019)

### Als Bearbeiterin
- Wilhelm Meisters Lehrjahre – Autor: Johann Wolfgang von Goethe

## Kinder- oder Jugendbücher
- Ich trau mich, ich trau mich nicht, Rowohlt Verlag, Reinbek, ISBN 3-499-21256-0
- Lisa & Lucia – verliebt hoch zwei, Rowohlt Verlag, Reinbek, ISBN 3-499-21273-0
- Foulspiel, Thienemann-Esslinger Verlag, Stuttgart, ISBN 3-522-17624-3
- Letzter Auftritt, Thienemann-Esslinger Verlag, Stuttgart, ISBN 3-522-17721-5
- Kusswechsel, Rowohlt Verlag, Reinbek, ISBN 3-499-21347-8
- Liebeskummer auf Italienisch, Rowohlt Verlag, Reinbek, ISBN 3-499-21368-0
- In der Falle, Thienemann-Esslinger Verlag, Stuttgart, ISBN 3-522-17835-1
- Liebesbrief von unbekannt, Rowohlt Verlag, Reinbek, ISBN 3-499-21442-3
- Küsse im Anflug, Rowohlt Verlag, Reinbek, ISBN 978-3-499-21505-6
- Aus der Traum, Thienemann-Esslinger Verlag, Stuttgart, ISBN 978-3-522-20051-6
- Achtzehn, Thienemann-Esslinger Verlag, Stuttgart, ISBN 978-3-522-20020-2
- Die Babysitterin, Thienemann-Esslinger Verlag, ISBN 978-3-522-20078-3
- Glücksschimmer, Verlagsgruppe Oetinger, Hamburg, ISBN 978-3-8415-0106-6
- ¡Hasta la vista! Barcelona, Verlagsgruppe Oetinger, Hamburg, ISBN 978-3-8415-0179-0
- Frühlingsgewitter, Verlagsgruppe Oetinger, Hamburg, ISBN 978-3-8415-0198-1
- Heaven Club Amsterdam, Verlagsgruppe Oetinger, Hamburg, ISBN 978-3-8415-0256-8
- Drei Engel und ein Weihnachtswunder, cbj, München, ISBN 978-3-570-15667-4